# Litodonta hydromeli
Litodonta hydromeli är en fjärilsart som beskrevs av Harvey 1876. Litodonta hydromeli ingår i släktet Litodonta och familjen tandspinnare. Inga underarter finns listade i Catalogue of Life.